# 小行星511
小行星511（511 Davida）是由美国天文学家雷蒙德·史密斯·杜根于1903年5月30日在德国海德堡王座山天文台发现的主带小行星。它是一颗体积相当大的C-型小行星，直径约为289±21千米，是目前已知在海王星轨道内第七大的小行星，仅次于谷神星、灶神星、智神星、健神星、小行星704和欧女星。它的质量大约占整个小行星带质量总和的1.5%。
該小行星以美国马萨诸塞州的私立学院安默斯特学院天文学教授戴维·派克·托德命名。

## 外型
小行星511是少量几颗外型由地面光学望远镜观测确定的主带小行星。2002年至2007年，凯克天文台的天文学家利用具有自适应光学系统的凯克Ⅱ号望远镜对小行星511进行照相并研究其外型。小行星511并不符合矮行星的要求：它的表面至少有两个突出的尖端和至少一个和完美椭球体有15千米偏差的平坦面。这个面是可能是一个直径约150千米的撞击坑，在梅西尔德星（小行星253）也可以看到类似结构。

## 质量
2001年，Michalak等人估计小行星511的质量是(6.64±0.56)× 1019千克 2007年，Baer和Chesley经过计算认为小行星511的质量为(5.9±0.6)× 1019千克。而到了2010年，Baer经过重新修正后计算出小行星511的质量是(3.84±0.20))× 1019千克。这就意味小行星511的质量被小行星704超过，成为目前已知海王星轨道内第六重的小行星（不过这个质量的误差区间和小行星704的有一点重叠）。